# 케이맨 제도의 기

케이맨 제도의 기 비율 1:2

케이맨 제도의 기는 1958년 5월 14일 케이맨 제도의 문장을 공식적으로 승인한 이후에 제정되었다. 파란색 바탕에 왼쪽 상단에는 영국의 국기가 그려져 있으며 오른쪽 하단에는 케이맨 제도의 문장이 그려져 있다.
현재의 기는 2000년 1월 25일에 수정된 것으로 문장의 크기를 2배로 확대함과 동시에 문장 바깥쪽에 그려져 있던 하얀색 원을 제거한 형태의 디자인이다.
상선기는 빨간색 바탕에 왼쪽 상단에 영국의 국기가 그려져 있으며 오른쪽에 케이맨 제도의 문장이 그려진 형태의 기를 사용한다. 총독기는 영국의 국기 중앙에 케이맨 제도의 문장이 그려진 형태의 기를 사용한다.

1999년-현재 케이맨 제도의 상선기
1999년-현재 케이맨 제도의 총독기
1958년-1999년 케이맨 제도의 기 비율 1:2
1958년-1999년 케이맨 제도의 상선기 비율 1:2